# Astrid Rösel
Astrid Rösel (* 22. Juli 1960 in Rostock) ist eine deutsche Schriftstellerin und Lektorin.

## Leben
Astrid Rösel studierte Pädagogik, arbeitete jedoch nur ein Jahr an einer Schule. Danach war sie drei Jahre Inspizientin und Regieassistentin am Theater, bevor sie sich 1988 als Schriftstellerin freiberuflich machte.
1992 zog sie nach Augsburg und lebt seitdem in dieser Region.
Mitte der 1990er Jahre begann sie, Schreibseminare zu geben. Mittlerweile veranstaltet sie regelmäßig Schreibreisen und führt Online-Schreibkurse durch.

## Werke (Auswahl)

### Hörspiele
- 1989: Picknick mit einem Toten – Regie: Detlef Kurzweg (Rundfunk der DDR)
- 1989: Ein Coming Out (Rundfunk der DDR)
- 1990: Tod im Steinzeitgrab (Rundfunk der DDR)
- 1991: Im Käfig (Funkhaus Berlin)
- 1993: Tod in Rostock (Westdeutscher Rundfunk)

### Sachbücher für Kinder
- 2000: Unsere Zähne
- 2000: Mein neues Lexikon (zusammen mit Heidemarie Brosche)
- 2002: Ich lebe in Europa (zusammen mit Heidemarie Brosche)
- 2005: Mein erstes Becherlupen-Buch (zusammen mit Heidemarie Brosche)
- 2009: Von Adler bis Zwiebel, Sachlexikon für Grundschulkinder (zusammen mit Heidemarie Brosche und Hans Peter Thiel)

### Kinderbücher
- 2004: Tierkinder spurlos verschwunden (zusammen mit Heidemarie Brosche)
- 2004: Eiskalte Tricks (zusammen mit Heidemarie Brosche)
- 2004: Gelegenheit macht Diebe (zusammen mit Heidemarie Brosche)
- 2004: Unliebsame Überraschung (zusammen mit Heidemarie Brosche)

### Bücher für Erwachsene
- 1995: Der besten Freundin (zusammen mit Heidemarie Brosche)
- 1995: Jede Menge Spaß im Haushalt (zusammen mit Heidemarie Brosche)
- 2001: Mein fröhliches Kinderjahr (zusammen mit Heidemarie Brosche)

### Mitarbeiten
- 1985: Mrs. Sherry und ihr Gewächshausmörder (in: Das Magazin, Berlin)
- 1993: Elementar (in: Annäherungen, Ein Lesebuch. Europa-Forum)
- 1995: Von der Ostzensur zum Westmarkt (in: Schriftstellerinnen Im Gespräch, Tende Verlag)
- 2006: Das Handwerk des Schreibens (in: Kinder- und Jugendbuch schreiben und veröffentlichen von Heidemarie Brosche, Autorenhaus)